# Irmscher 7

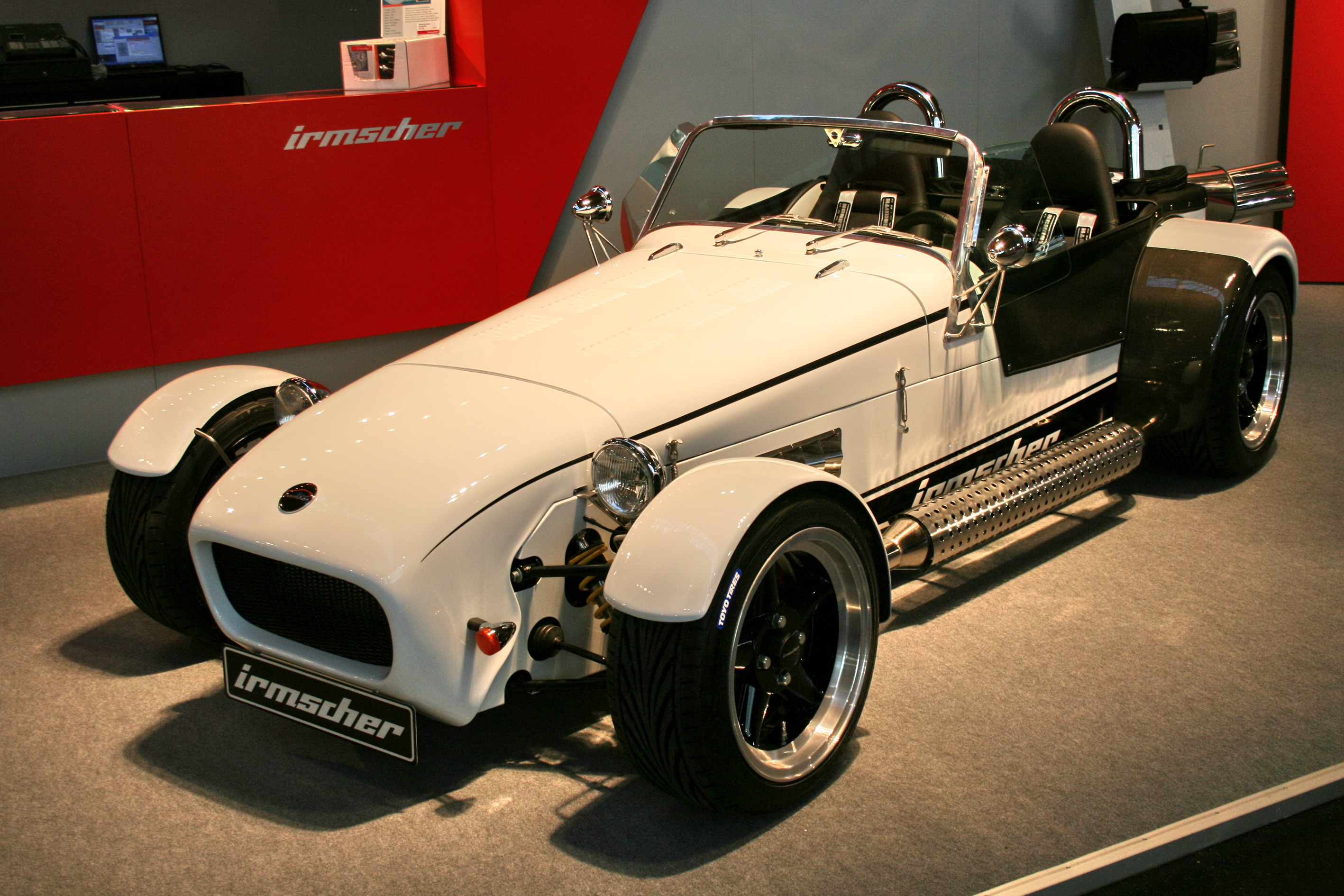
Irmscher 7

El Irmscher 7 es un automóvil deportivo producido en España, en una planta en Zaragoza.

## Exterior
Es una replica del Lotus Seven de 1957. Sus medidas son de 3,250mm x 1,750mm x 1,070mm y pesa 700 kg. 

## Mecánica
Monta un motor de 4 cilindros en línea (turboalimentado con 16 válvulas, 2.0 l y 240 CV) de origen Opel. Emplea una caja de cambios manual de 5 marchas. Su par es de 205nm a 4.000 rpm y consume 6 litros cada 100 km. Su velocidad máxima es de 230 km/h y acelera de 0 a 100 km/h en 5,2 segundos.

## Precio
Su precio supera los 50.000 €